# کوگارچی (شهرستان کوگارچینسکی، باشقیرستان)
کوگارچی (انگلیسی: Kugarchi, Kugarchinsky District, Republic of Bashkortostan) یک شهرک در شهرستان کوگارچینسکی جمهوری باشقیرستان در کشور روسیه است.